# Крейн, Селим Гершкович
Селим Гершкович (Григорьевич) Крейн (2 [15] июля 1917 или 15 июля 1917, Киев — 16 августа 1999, Воронеж) — советский математик, создавший вместе с Марком Красносельским и Владимиром Соболевым в Воронеже школу функционального анализа. Доктор технических наук (1950), профессор (1955), первый заместитель директора по научной работе НИИ математики Воронежского государственного университета. Брат математика Марка Крейна.

## Биография
Родился 2 (15) июля 1917 года в Киеве в семье иванковского мещанина Герша Нухимовича (Наумовича) Крейна (1878—1955), из семьи лесоторговца, и Хавы Мордуховны (Евы Марковны) Крейн (1883—1945). Был младшим из семерых детей. Родители заключили брак в Киеве в 1902 году. Лесопильня Г. Н. Крейна располагалась в Киеве на Набережно-Крещатицкой улице, 27 (в советское время он в этом же помещении возглавлял лесопильную артель «Циркулярка»).
В 1940 году окончил физико-математический факультет Киевского университета, после чего окончил аспирантуру (под руководством академика Боголюбова).
В 1941—1951 годах — научный сотрудник Института математики Академии наук Украинской ССР.
В 1952—1954 годах — заведующий кафедрой высшей математики Криворожского горнорудного института, затем до конца жизни жил в Воронеже.
Основные труды по функциональному анализу, теории вязкой жидкости, уравнениям в частных производных. Организатор проводимых с 1967 года Воронежских зимних математических школ, большинство из проведённых школ проходили с международным участием. Подготовил более 80 кандидатов наук. Разработал теорию интерполяции линейных операторов.
Умер 6 августа 1999 года в Воронеже.

## Семья
- Братья:
  - Дмитрий Григорьевич Крейн (1904—?) — театральный художник, в 1944—1954 годах находился в заключении[10][11][12];
  - Марк Григорьевич Крейн — математик.
- Дети — Татьяна  (род. 1949).

## Награды
- Заслуженный деятель науки РСФСР (1989);
- Государственная премия Украины в области науки и техники (1998)[13];
- заслуженный Соросовский профессор.

## Избранная библиография
- Крейн С. Г., Петунин Ю. И., Семёнов Е. М. Интерполяция линейных операторов. — М.: Наука, 1978. — 400 с.
- Interpolation of linear operators. Providence, R.I.: American Mathematical Society, 1982. vii, 375 p.